# Trisoxalatoželezitan sodný
Trisoxalatoželezitan sodný je organická sloučenina se vzorcem Na3Fe(C2O4)3. Často vytváří hydráty, například Na3Fe(C2O4)3*nH2O.
Jedná se o komplexní sloučeninu obsahující trisoxalatoželezitanové anionty, [Fe(C2O4)3]3−, a sodné kationty, Na+. Anion se skládá ze železitého kationtu a tří bidentátních šťavelanových aniontů, C2O 2-
4  sloužících jako ligandy.
Trisoxalatoželezitanový anion je citlivý na světlo a elektromagnetické záření o vyšších energiích, které způsobuje rozklad jednoho ze šťavelanových iontů na oxid uhličitý (CO2) a redukci železitého iontu na železnatý.

## Rozpustnost
Tento komplex se velmi dobře rozpouští v horké vodě (v hmotnostním poměru 1,82 : 1), ale mnohem hůře ve studené vodě (0,32 : 1), kde je jeho rozpustnost podobná jako u chloridu sodného. Velmi málo se rozpouští v ethanolu a jeho směsích s vodou obsahujících více než 50 hmotnostních procent ethanolu. Ve vodě se rozpouští lépe než odpovídající draselná sůl.[zdroj?]

## Příprava
Trisoxalatoželezitan sodný je možné připravit smícháním roztoku šťavelanu sodného se šťavelanem železitým, po čemž je třeba počkat několik hodin do vytvoření zeleného komplexu, který vznikne z hnědého šťavelanu železitého.
3 Na2C2O4 + Fe2(C2O4)3 → 2 Na3[Fe(C2O4)3]
Za pokojové teploty se rovnováha ustavuje pomalu.
Produkt se vykrystalizuje odpařením vody z roztoku za teploty těsně pod bodem varu a vzniklé malé krystaly se ochladí. Vysrážení lze dosáhnout i přidáním methanolu nebo ethanolu.
Při přípravě může docházet k rozkladu produktu, kdy vzniká žlutý nerozpustný šťavelan železnatý. K zabránění redukci železa lze přidat malé množství peroxidu vodíku (H2O2).

## Izomery
Krystalizací diastereomerní soli z opticky neaktivní racemické směsi trisoxalatoželezitanových iontů a opticky aktivního kationtu (například ethyl-methyl-propyl-amonného) lze získat dva různé stereoizomery.